# Miron Muslić
Miron Muslic (Bihać, 14 settembre 1982) è un allenatore di calcio ed ex calciatore austriaco con cittadinanza bosniaca, di ruolo attaccante, tecnico dello Schalke 04.

## Carriera

### Allenatore
Dopo aver allenato per cinque anni nel settore giovanile del Ried, il 14 luglio 2020 diventa il tecnico del Floridsdorfer; il 31 dicembre seguente lascia la squadra viennese e fa ritorno al Ried, da cui si dimette il 25 marzo 2021.
Nell'ottobre seguente diventa vice allenatore del Cercle Bruges, ruolo ricoperto fino al 19 settembre 2022, quando sostituisce Dominik Thalhammer sulla panchina dei neroverdi. Il 4 dicembre 2023 prolunga fino al 2025 con il club belga; viene esonerato il 2 dicembre 2024, dopo che nella stagione precedente aveva ottenuto la qualificazione per la UEFA Conference League.
Il 10 gennaio 2025 diventa il tecnico del Plymouth, con cui si lega fino al 2028; il giorno dopo, alla prima partita in carica, ottiene il passaggio del turno in FA Cup, battendo per 0-1 il Brentford.

## Statistiche

### Statistiche da allenatore
| Stagione             | Squadra              | Campionato           | Campionato | Campionato | Campionato | Campionato | Coppe nazionali | Coppe nazionali | Coppe nazionali | Coppe nazionali | Coppe nazionali | Coppe continentali | Coppe continentali | Coppe continentali | Coppe continentali | Coppe continentali | Altre coppe | Altre coppe | Altre coppe | Altre coppe | Altre coppe | Totale | Totale | Totale | Totale | Vittorie % | Piazzamento     |
| Stagione             | Squadra              | Comp                 | G          | V          | N          | P          | Comp            | G               | V               | N               | P               | Comp               | G                  | V                  | N                  | P                  | Comp        | G           | V           | N           | P           | G      | V      | N      | P      | %          | Piazzamento     |
| -------------------- | -------------------- | -------------------- | ---------- | ---------- | ---------- | ---------- | --------------- | --------------- | --------------- | --------------- | --------------- | ------------------ | ------------------ | ------------------ | ------------------ | ------------------ | ----------- | ----------- | ----------- | ----------- | ----------- | ------ | ------ | ------ | ------ | ---------- | --------------- |
| nov. 2018            | Ried                 | 2.L                  | 1          | 1          | 0          | 0          | CA              | 0               | 0               | 0               | 0               | -                  | -                  | -                  | -                  | -                  | -           | -           | -           | -           | -           | 1      | 1      | 0      | 0      | 100,00&    | Interim         |
| ago.-dic. 2020       | Floridsdorfer        | 2.L                  | 13         | 5          | 2          | 6          | CA              | 3               | 2               | 0               | 1               | -                  | -                  | -                  | -                  | -                  | -           | -           | -           | -           | -           | 16     | 7      | 2      | 7      | 43,75      | Eson            |
| gen.-mar. 2021       | Ried                 | BL                   | 10         | 0          | 3          | 7          | CA              | 0               | 0               | 0               | 0               | -                  | -                  | -                  | -                  | -                  | -           | -           | -           | -           | -           | 10     | 0      | 3      | 7      | &0,00      | Sub, Eson       |
| Totale Ried          | Totale Ried          | Totale Ried          | 11         | 1          | 3          | 7          |                 | 0               | 0               | 0               | 0               |                    | -                  | -                  | -                  | -                  |             | -           | -           | -           | -           | 11     | 1      | 3      | 7      | 9,09       |                 |
| ott. 2022-2023       | Cercle Bruges        | D1                   | 25+6       | 12+3       | 8+2        | 5+1        | CB              | 2               | 1               | 0               | 1               | -                  | -                  | -                  | -                  | -                  | -           | -           | -           | -           | -           | 33     | 16     | 10     | 7      | 48,48      | Sub, 6°         |
| 2023-2024            | Cercle Bruges        | D1                   | 30+10      | 14+3       | 5+4        | 11+3       | CB              | 1               | 0               | 1               | 0               | -                  | -                  | -                  | -                  | -                  | -           | -           | -           | -           | -           | 41     | 17     | 10     | 14     | 41,46      | 4°              |
| lug.-dic. 2024       | Cercle Bruges        | D1                   | 16         | 3          | 3          | 10         | CB              | 1               | 1               | 0               | 0               | UEL+UECL           | 4+6                | 2+3                | 1+1                | 1+2                | -           | -           | -           | -           | -           | 27     | 9      | 5      | 13     | 33,33      | Eson            |
| Totale Cercle Bruges | Totale Cercle Bruges | Totale Cercle Bruges | 71+16      | 29+6       | 16+6       | 26+4       |                 | 4               | 2               | 1               | 1               |                    | 10                 | 5                  | 2                  | 3                  |             | -           | -           | -           | -           | 101    | 42     | 25     | 34     | 41,58      |                 |
| gen.-mag. 2025       | Plymouth             | FLC                  | 21         | 7          | 5          | 9          | FACup+CdL       | 2+0             | 1+0             | 0+0             | 1+0             | -                  | -                  | -                  | -                  | -                  | -           | -           | -           | -           | -           | 23     | 8      | 5      | 10     | 34,78      | Sub, 23° (ret.) |
| 2025-2026            | Schalke 04           | 2.BL                 | 0          | 0          | 0          | 0          | CG              | 0               | 0               | 0               | 0               | -                  | -                  | -                  | -                  | -                  | -           | -           | -           | -           | -           | 0      | 0      | 0      | 0      | —          |                 |
| Totale carriera      | Totale carriera      | Totale carriera      | 132        | 48         | 32         | 52         |                 | 9               | 5               | 1               | 3               |                    | 10                 | 5                  | 2                  | 3                  |             | -           | -           | -           | -           | 151    | 58     | 35     | 58     | 38,41      |                 |